# La Libre Belgique
La Libre Belgique es un diario belga en lengua francesa que fue fundado en febrero de 1915 como diario clandestino de la resistencia contra la ocupación alemana, durante la Primera Guerra Mundial. Después de la guerra, Paul Jourdain, el hijo del fundador del diario clandestino, con carta blanca del cardenal Désiré-Joseph Mercier, hizo un diario estándar que hasta finales de los años 1960 fue el diario más influyente de Bélgica.

## Historia
En los años 1960 tenía una tirada de más de cien mil ejemplares, y a pesar de ser publicado en francés, la mitad se vendía en Flandes. Hacia el fin de la década, empezó el ocaso y tuvo que colaborar, por meras razones económicas, con el entonces enemigo jurado, el diario liberal y «ateo» La Dernière Heure. Hasta el año 1999 era de estricta ideología católica, monárquica y conservadora, pero entonces se modernizó y se adaptó a los nuevos tiempos de una sociedad aconfesional y emancipada, cosa que contribuyó a la desaparición de los diarios de partido o de ideología, como pasó con la prensa socialista. Durante mucho tiempo fue el último bastión del unionismo belga, leído a ambos lados de la frontera lingüística por la burguesía conservadora, pero poco a poco supo adaptarse a la realidad del nuevo estado federal y de la desaparición de los «pilares» políticos tradicionales. Sigue una línea editorial de ideología de centro derecha y acepta en sus columnas críticas al ala más conservadora del catolicismo o la dogmática moral sexual, cosa que era inimaginable en el siglo XX.